# 妙光寺 (川崎市)
妙光寺（みょうこうじ）は、神奈川県川崎市幸区小向にある日蓮宗の寺院。山号は田中山。旧本山は大本山池上本門寺、池上・大坊法縁。境内には田中休愚の墓がある。墓の周辺には休隅の手代達が発起人となり建立された灯籠、田中休蔵（休愚の子）による休愚の碑文、田中家代々の墓等もある。

## 歴史
開基は田中和泉（慶長5年（1600年）没、小向村の里正源左衛門の先祖という）、開山は妙光院日是（寛永7年（1630年）没、田中和泉の次男）。享保年間（1716年 - 1735年）、田中休愚によって中興された。

## 境内
- 本堂

## 歴代
- 妙光院日是